# 佐佐木希
佐佐木希（日语：／ Sasaki Nozomi，（1988年2月8日—）） 是日本模特兒，同時從事寫真偶像、演員、歌手等工作，出生于秋田县秋田市。出道時為少女雜誌《PINKY》模特兒，現為時尚雜誌《non-no》模特兒。所属事務所為TOP COAT（トップコート）。身高168公分。
她於17歲時被星探發掘入行做模特兒，曾被美國電影评论網站TB評選為「全球最美的100張面孔」第33位、名列东亚和日本之首，被譽為「美國人最喜歡的日本第一純情美少女」；日媒也曾经評她為日本20名最美女星冠軍，曾获有「日本美少女」、「日本素颜最美女星」、「亚洲最美女星」、「最想整容成的日本女明星」等称号。

## 生平
1988年2月，佐佐木希出生于日本本州岛东北部秋田县秋田市。高中毕业后，在秋田市的一家名叫“流行屋”的杂货店里当店员。
2005年，佐佐木希被日本漫画杂志所举办的《日本全国寻找美女》活动的搜查员发掘，照片登上杂志封面后，名气大增。此后，佐佐木希一直担任模特，而且也是广告商及影视界的新秀。
2010年，佐佐木希作为“最美丽面孔日本美女”入选美国电影网站“TC Candler”“2010年最美丽的脸100人”排行榜（MOST BEAUTIFUL FACES 2010），排行第三十三位，并且被誉为“美国人最喜欢的日本第一纯情美少女”。
2011年，《日经杂志》评选出日本20名最美女优，佐佐木希排行第1位。此后，佐佐木希成为“日本美少女”的代表。 同年，佐佐木希再次入选美国电影网站“TC Candler”“2011年最美丽的脸100人”排行榜（MOST BEAUTIFUL FACES 2011），排名71位，仍然名列日本第1位。
2017年4月，佐佐木希与日本搞笑艺人渡部建宣布结婚。2018年2月，佐佐木希於Instagram上宣布懷孕。同年9月13日，佐佐木希於Instagram上宣布生下一名男嬰。2020年6月10日，渡部建被曝出轨，渡部建以“因为有一个会惹起观众不快的负面新闻”为由向多家电视台申请全面自肃，佐佐木希為此代夫向公衆道歉
。2022年11月，宣佈再度有孕。於2023年4月宣布產下第二個孩子。

## 作品

### 電視劇
- 神之雫（日本電視台 2009年）飾 セーラ(莎拉)
- しぇいけんBABY! -Shakespeare Syndrome-（富士電視台 2010年）飾 瀬尾桜子(瀨尾櫻子)
- 率直男人（關西電視台 2010年）飾 萱島ゆきえ(萱島雪繪)
- デス・ゲーム・パーク（BeeTV 2010年）飾 レイラ
- 土俵ガール!（TBS電視台 2010年）飾 若林光
- サザエさん3（富士電視台 2011年）飾 未来の花沢さん
- プロポーズ兄弟〜生まれ順別 男が結婚する方法〜（富士電視台 2011年）飾 渡辺みなみ(渡邊南)
- TOKYO机场～东京机场管制保安部～（富士電視台 2012年）飾 酒井真奈
- 天氣姐姐 (2013年電視劇)（2013年4月12日 - 6月7日，朝日電視台） - 飾 橋本 茜
- 世界奇妙物語（富士電視台）
  - 世界奇妙物语 2013年 春季特别篇 「呪web」（2013年5月11日） - 主演・飾 吉田 美咲
  - 世界奇妙物语 2016年 春季特别篇 「美人税」（2016年5月28日） - 主演・飾 貴島 愛子[7]
- 海上診療所 第8話（2013年12月2日，富士電視台） - 飾 白井 亞希
- 平安夜之戀（日语：恋するイヴ）（2013年12月24日，日本電視台） - 飾 七海 奈緒
- 星新一推理 SP（日语：星新一ミステリーSP） 「霧の星で」（2014年2月15日，富士電視台） - 主演・飾 女[8]
- FIRST CLASS（2014年4月19日 - 6月21日，富士電視台） - 飾 MIINA
  - FIRST CLASS 第2・7話（2014年10月15日 -  11月26日） - 飾 鈴木 喜子[9]
- 空姐刑事〜紐約殺人事件〜（日语：キャビンアテンダント刑事）（2014年7月7日，富士電視台） - 飾 真野 遙[10]
- 織田信長的御廚 第二季 第1話（2014年7月10日，朝日電視台） - 飾 香蓮[11]
- 必殺仕事人2014（日语：必殺仕事人2014）（2014年7月27日，朝日放送 / 朝日電視台） - 飾 阿通
- 東京特許許可局 第19話（2014年10月20日，NHK教育頻道） - 飾 大橋 道子
- 黑服物語（日语：黒服物語）（2014年10月24日 - 12月12日，朝日電視台） - 飾 杏子[12]
- 離結婚最近也最遠的女人（日语：結婚に一番近くて遠い女）（2015年3月6日，日本電視台） - 飾 佐藤 栞菜[13]
- W戲劇系列（日语：ドラマW）（WOWOW）
  - 代罪羔羊（2015年4月12日 - 5月3日） - 飾 三崎 麻由
  - 不沉的太陽（2016年7月 -）-飾 雪繪
- 家的記憶 最終話（2015年6月18日，朝日電視台） - 飾 西澤 真理[14]
- 最後的刑警（2015年6月19日，日本電視台） - 飾 鈴木 結衣[15]
- 戀愛中會有的事「單親媽媽戀愛時常有的事」（2015年6月24日，富士電視台） - 主演・飾 赤井 仁繪[16]
- 早子老師，要結婚是真的嗎？ 第8話（2016年6月9日，富士電視台） - 飾 赤坂 亞衣子 [17]
- Yassan～築地發！美味事件簿 第1話（2016年7月22日，東京電視台） - 飾 Nakashimamiki[18]
- ON 異常犯罪捜査官・藤堂比奈子 第3話、第8話 -（2016年7月26日，關西電視台） - 飾 佐藤 都夜[19]
- 福家堂本舗-KYOTO LOVE STORY-（2016年10月19日，亞馬遜影片） - 飾 福吉雛
- 伊藤君AtoE（日语：伊藤くんAtoE） -（2017年8月15日，TBS電視台） - 飾 島原智美
- 下雨时你的温柔（日语：雨が降ると君は優しい）  -（2017年9月16日，Hulu） - 主演 立木彩
- 適婚女郎（2018年4月20日，NHK） - 飾 山城楓
- 虹色病歷簿 第4、5話（2021年2月11日 - 2月18日，朝日電視台） - 飾 淺黃沙織[20]
- 白色濁流（2021年8月22日 - 10月10日，NHK BS Premium） - 飾 河原智子
- Come Come Everybody（2022年1月17日，NHK）- 飾 笹川奈奈
- 我才不会把女儿交给YouTuber!（2022年1月17日 - 3月28日，東京電視台） - 主演・飾 平千紗
- 麻煩一族（2022年4月21日 - 6月30日，富士電視台）- 飾 立花泉
- 沒有愛的戀人們（2024年1月21日 - 3月17日，朝日放送電視台・朝日電視台） - 飾 稻葉愛
- 帶你到地獄的盡頭（2025年1月14日 - 3月25日，TBS電視台）- 主演・飾 橘紗智子
- 小圓26歲，是名實習醫生！ 第4話（2025年2月4日，TBS電視台） - 飾 成田友梨
- 天久鷹央的推理病歷簿（2025年4月22日 - 6月24日，朝日電視台）- 飾 天久真鶴

### 電影
- ハンサム★スーツ（2008年11月 監督:英勉）飾 玲美
- 天使之恋（2009年11月7日 導演:寒竹百合） 飾 小澤理央
- 火車（2011年 監督：橋本一） 飾 新城喬子
- アフロ田中（2012年2月）
- ONE PIECE FILM Z（2012年 東映），配音演出 佐米諾
- 寧靜咖啡館之歌 （2014年 導演:姜秀瓊） 飾 山崎繪里子
- 咒怨：終結的開始（2014年7月4日 導演:落合正幸） 飾 生野結衣
- 緣：出雲新娘（日语：縁〜The_Bride_of_Izumo〜）（2016年1月16日）主演 飾 飯塚真紀
- 星丘車站失物招領（星ガ丘ワンダーランド） （2016年3月5日） 飾 清川七海
- My Korean Teacher（いきなり先生になったボクが彼女に恋をした）（2016年11月3日） 主演 飾 さくら
- LAST COP THE MOVIE（2017年5月3日） 飾 鈴木結衣
- 東京喰種（2017年7月29日） 飾 入見カヤ
- 伊藤君 A to E（日语：伊藤くん A to E）（2018年1月12日） 飾 島原智美
- 大小姐和看門犬（2025年3月14日） 飾 關谷香織

### 節目
- 美食冤大頭（日本電視台，2010年1月 - 2011年）固定班底
- 格闘王子（TBS，2009年4月 - 2010年3月）主持
- DREAM・K-1 WORLD MAX（TBS，2009年4月 - 2011）MC
- レコ☆HITS!（日本電視台，2009年1月 - 2011）主持
- Discover! UEFA EURO 2008TM（WOWOW） EURO QUEEN
- ガリンペイロeX（TOKYO MX，2008年4月 - 9月）MC
- どうぶつ奇想天外!（TBS，2008年10月 - 2009年3月）來賓

### 廣告
- 日本可口可乐「爽健美茶」（2008年）
- So-net（2008年）
- 秋田縣國民健康保險聯合會（2008年）
- プロトコーポレーション「Goo」（2009年）
- アクネス不動産「ロッキータウン御所野」（2009年）
- 日本雜誌協会「雜誌愛讀月間」（2009年）
- PARCO 「PARCO SWIM DRESS」（2009年）
- 乐天集团 「Fit's」 （2009年）
- 三得利食品
  - 「ラッキーサイダー」（2009年）
  - 「BOSS FIRST CLASS」（2009年）
- 三得利「カロリ。」（2010年）
- 花王 「Essential」 （2010年）

### PV
- Aqua Timez 「B with U」
- オトナモード 「さよならはさよなら」
- Lil'B 「つないだ手」

### 寫真集
- nozomi（集英社ムック）（2008年8月1日、集英社、撮影：TakeoDec.）ISBN 978-4-08-102075-1
- 佐々木希 in『天使の恋』（2009年10月31日、角川メディアハウス、撮影：小林雄一郎）ISBN 978-4-04-894924-8
- Non（2009年11月21日、集英社）ISBN 978-4-08-780546-8
- 佐々木希×清川あさみ コラボ写真集『PRISM』（2010年3月19日、幻冬舎）ISBN 978-4-344-01801-3
- ノゾキミ（2010年7月28日、幻冬舎、撮影：清川あさみ）ISBN 978-4-344-41478-5
- Non♡non（2011年12月1日、集英社）ISBN 978-4-08-780634-2
- ささきき（2013年9月5日、集英社、撮影：阿部ちづる）ISBN 978-4-08-780693-9
- かくしごと（2016年9月26日、講談社）、撮影：川島小鳥）ISBN 978-4062202497[21]

### DVD
- WEEKLY YOUNG JUMP PREMIUM DVD「nozomi」（2008年9月25日 利物浦）
- 「DOLLY」 （2009年4月1日 利物浦）

7-Eleven限定発売

### 雜誌
- PINKY（集英社）專屬模特兒（已停刊）
- non-no（集英社）模特兒
- 週刊YOUNG JUMP（2008年1月 - 6月）連載